# Katia Guzmán
Katia Jeannette Guzmán Geissbühler (Angol, 24 de noviembre de 1970) es una enfermera y política chilena.Entre julio de 2021 y marzo de 2022 se desempeñó como delegada presidencial provincial de la provincia de Malleco, anteriormente había sido Seremi de Salud de La Araucanía.

## Biografía
Estudio en el Liceo Enrique Ballacey Cottereau de Angol y enfermería en la Universidad de La Frontera terminando sus estudios en el año 1994.
Se desempeñó como enfermera en el Cesfam Alemania de Angol desde 1995 y como directora en el Cesfam Huequén. Fue Seremi de Salud de La Araucanía entre los años 2018 y 2020. Donde renunció a su cargo por qué debido a la Pandemia de COVID-19 fue acusada de poner en riesgo la salud pública al omitir los protocolos y de llamar a puntos de prensa sin respetar los resguardos necesarios, donde en octubre de 2020 el Juzgado de Garantía de Temuco resolvió sobreseimiento definitivo y concluyó que no existió delito según el Código Penal, la jueza del caso indicó que al inicio de la pandemia en Chile, las autoridades no habían emitido protocolos preventivos. Tras el sobreseimiento, Guzmán renunció a su cargo.
El tribunal concluyó que el Ministerio Público debió abstenerse en la investigación de la actual gobernadora.

## Carrera Política
Se presentó por primera vez como candidata a concejala por la comuna de Angol en las Elecciones municipales de 2008 resultando ganadora, donde posteriormente en 2012 nuevamente postula como concejala por la misma comuna en las elecciones municipales resultando nuevamente ganadora, posteriormente se postula como senadora en 2017 por la circunscripción 11º de La Araucanía no logrando llegar al parlamento.
En 2020 es gobernadora de la provincia de Malleco después que su predecesor Juan Carlos Beltrán presentara su renuncia a su cargo para en las próximas elecciones presentar su candidatura, donde Guzmán asume en su reemplazo.
En julio de 2021 asume el nuevo cargo de Delegado presidencial provincial por la provincia de Malleco en La Araucanía donde reemplaza la función de gobernadora.

## Historial electoral

### Elecciones municipales de 2012
- Elecciones municipales de 2012, para la alcaldía de Angol[9]

(Se consideran sólo los candidatos que resultaron elegidos para el Concejo Municipal)
| Candidato                  | Pacto               | Partido | Votos   | Resultado |
| -------------------------- | ------------------- | ------- | ------- | --------- |
| Katia Guzmán Geissbühler   | Renovación Nacional | RN      | 2 142   | Concejala |
| Monica Rodríguez Rodríguez | Independiente       | Ind.    | 1 2 379 | Concejala |
| Americo Lantaño Muñoz      | Independiente       | Ind.    | 1 759   | Concejal  |
| Patricio Guzmán Muñoz      | Independiente       | Ind.    | 1 262   | Concejal  |
| Ricardo Guzmán Toran       | Independiente       | Ind.    | 1 133   | Concejal  |
| Andrea Parra Sauterel      | Independiente       | Ind.    | 913     | Concejala |